# Scott Brown (voetballer)
Scott Brown (Dunfermline, 25 juni 1985) is een Schots voetballer die als verdedigende en als aanvallende middenvelder uit de voeten kan. Hij speelt vanaf het seizoen 2021/22 voor Aberdeen FC, dat hem overneemt van Celtic. Brown was van 2005 tot en met 2016 international in het Schots voetbalelftal, waarvoor hij vijfenvijftig interlands speelde en vier keer scoorde.

## Clubcarrière
Hij begon met voetballen in 2002 bij Hibernian, waar hij uitgroeide tot een vaste waarde in het elftal. In januari 2007 was er belangstelling van Glasgow Rangers, Everton, Tottenham Hotspur, Celtic, Middlesbrough en Reading voor Brown. Aanvankelijk dachten de meeste Schotten dat hij voor de Rangers zou kiezen; de supporters van die club zongen geregeld "Scott Brown is coming to us". Brown tekende in juli 2007 echter een contract voor vijf seizoenen bij Celtic met een transferbedrag van circa vijf miljoen pond. Hibernian had eerder ook overeenstemming bereikt met Reading voor een transfer, maar Brown had die overstap persoonlijke geweigerd, omdat hij het aannemelijk vond dat Reading dat jaar uit de Engelse Premier League zou degraderen. Hij maakte zijn competitiedebuut voor Celtic op 5 augustus 2007 in de wedstrijd tegen Kilmarnock, die eindigde in een doelpuntloos gelijkspel. Brown maakte zijn eerste doelpunt voor Celtic op 25 augustus, toen Heart of Midlothian met 5–0 werd verslagen. In het seizoen 2007/08 speelde hij 34 competitiewedstrijden (drie doelpunten) en won hij met Celtic zijn eerste landstitel. Sindsdien is hij een vaste waarde in het elftal van Celtic en speelde hij meer dan driehonderd wedstrijden voor de club, waarin hij meer dan dertig doelpunten maakte. Brown won met Celtic opnieuw het Schots landskampioenschap in de seizoenen 2011/12, 2012/13, 2013/14, 2014/15, 2015/16, 2016/17 en 2017/18.

## Clubstatistieken
| Seizoen | Club      | Competitie              | Duels | Goals |
| ------- | --------- | ----------------------- | ----- | ----- |
| 2002/03 | Hibernian | Scottish Premier League | 4     | 3     |
| 2003/04 | Hibernian | Scottish Premier League | 36    | 3     |
| 2004/05 | Hibernian | Scottish Premier League | 20    | 1     |
| 2005/06 | Hibernian | Scottish Premier League | 20    | 1     |
| 2006/07 | Hibernian | Scottish Premier League | 30    | 5     |
| 2007/08 | Celtic    | Scottish Premier League | 34    | 3     |
| 2008/09 | Celtic    | Scottish Premier League | 36    | 5     |
| 2009/10 | Celtic    | Scottish Premier League | 21    | 1     |
| 2010/11 | Celtic    | Scottish Premier League | 28    | 2     |
| 2011/12 | Celtic    | Scottish Premier League | 22    | 3     |
| 2012/13 | Celtic    | Scottish Premier League | 17    | 3     |
| 2013/14 | Celtic    | Scottish Premier League | 38    | 2     |
| 2014/15 | Celtic    | Scottish Premier League | 32    | 4     |
| 2015/16 | Celtic    | Scottish Premier League | 22    | 1     |
| 2016/17 | Celtic    | Scottish Premier League | 33    | 1     |
| 2017/18 | Celtic    | Scottish Premier League | 29    | 0     |
| 2018/19 | Celtic    | Scottish Premier League | 12    | 0     |
| Totaal  | Totaal    | Totaal                  | 421   | 37    |

## Interlandcarrière
Op 12 november 2005 maakte Brown zijn debuut in het Schots voetbalelftal in een vriendschappelijke wedstrijd tegen de Verenigde Staten (1–1). Hij viel in dat duel na 73 minuten in voor Nigel Quashie van Southampton FC. Sinds 2007 is hij een vaste waarde in de nationale selectie. Brown maakte in de WK-kwalificatiewedstrijd tegen Macedonië (2–0 winst) op 5 september 2009 zijn eerste interlanddoelpunt: hij opende na een uur de score, waarna James McFadden de wedstrijd tien minuten voor tijd besliste. Scott Brown is thans de aanvoerder van Schotland. Hij droeg in zijn 30ste interland op 6 februari 2013, een oefeninterland tegen Estland (1–0 winst), voor het eerst de aanvoerdersband en droeg die sindsdien.
| 1 | 5 september 2009 | Schotland – Macedonië | 1 – 0 | 2 – 0 | WK-kwalificatie   |
| 2 | 3 maart 2010     | Schotland – Tsjechië  | 1 – 0 | 1 – 0 | Vriendschappelijk |
| 3 | 19 november 2013 | Noorwegen – Schotland | 0 – 1 | 0 – 1 | Vriendschappelijk |
| 4 | 5 maart 2014     | Polen – Schotland     | 0 – 1 | 0 – 1 | Vriendschappelijk |

## Erelijst
Hibernian
- Scottish League Cup 1×

2006/07
 Celtic
- Landskampioen 10×

2007/08, 2011/12, 2012/13, 2013/14, 2014/15, 2015/16, 2016/17, 2017/18, 2018/19, 2019/20
- Scottish Cup 5×

2010/11, 2012/13, 2016/17, 2017/18, 2018/19
- Scottish League Cup 6×

2008/09, 2014/15, 2016/17, 2017/18, 2018/19, 2019/20